# Hälleforsnäs
Hälleforsnäs – miejscowość (tätort) w Szwecji, w regionie administracyjnym (län) Södermanland (gmina Flen).
W 2015 roku Hälleforsnäs liczył 1624 mieszkańców.

## Położenie
Położona w prowincji historycznej (landskap) Södermanland, ok. 15 km na północny zachód od Flenu w kierunku Eskilstuny. Hälleforsnäs jest stacją na linii kolejowej Eskilstuna – Oxelösund (jeden z trzech  odcinków linii Sala – Oxelösund).

## Historia
W 1659 roku założono niewielką odlewnię dział. Szybki rozwój zakładów metalurgicznych i miejscowości nastąpił dopiero w XIX w. W latach 60. XX w. zakłady odlewnicze w Hälleforsnäs zatrudniały około 1000 osób. W kolejnych latach w wyniku nierentowności produkcji nastąpiły zwolnienia i ograniczenie działalności produkcyjnej do minimum. W części dawnych budynków fabrycznych istnieje muzeum (Hälleforsnäs Gjuterimuseum).

## Demografia
Liczba ludności tätortu Hälleforsnäs w latach 1960–2015: